# Ekspedycja 51
Ekspedycja 51 – stała załoga Międzynarodowej Stacji Kosmicznej, która sprawowała swoją misję od 10 kwietnia do 2 czerwca 2017 roku. Ekspedycja 51 rozpoczęła się wraz z odłączeniem od stacji statku Sojuz MS-02 i trwała do odcumowania od ISS statku Sojuz MS-03.

## Załoga
W skład załogi Ekspedycji 51 weszło 5 astronautów z trzech państw i agencji kosmicznych. Dowódcą ekspedycji była Amerykanka Peggy Whitson, dla której był to trzeci lot w kosmos. Wcześniej uczestniczyła ona w misjach wahadłowca Endeavour STS-111 i STS-113 oraz misji Sojuz TMA-11, a także w Ekspedycji 5 i 16 (jako dowódca). Whitson przybyła na stację na pokładzie Sojuza MS-03 razem z Rosjaninem Olegiem Nowickim i Francuzem Thomasem Pesquetem. Dla Nowickiego to drugi lot kosmiczny, gdyż wcześniej uczestniczył w misji Sojuz TMA-06M oraz 33. i 34. stałej załodze ISS. Natomiast astronauta Europejskiej Agencji Kosmicznej Thomas Pesquet odbył swój pierwszy lot kosmiczny. Whitson, Nowicki i Pesquet przybyli na ISS 19 listopada 2016 roku i weszli w skład Ekspedycji 50. Gdy 10 kwietnia 2017 roku Sojuz MS-02 odłączył się od stacji, zostali oni członkami Ekspedycji 51 i do 20 kwietnia 2017 roku byli na ISS jedynie w trójkę.
Skład załogi zwiększył się do 5 osób wraz z przybyciem na stację Sojuza MS-04, na pokładzie którego znajdowali się: Fiodor Jurczichin i Jack Fischer. Dla Rosjanina Jurczichina jest to piąty lot kosmiczny, gdyż wcześniej uczestniczył on w misjach: STS-112 promu kosmicznego Atlantis, Sojuz TMA-10, TMA-19 i TMA-09M oraz ekspedycjach: 15. (jako dowódca), 24., 25., 36. i 37. (jako dowódca). Z kolei Amerykanin Jack Fischer odbywa swój pierwszy lot kosmiczny.
Jurczichin i Fischer zostali początkowo mianowani do załogi misji Sojuz MS-05, jednak 13 września 2016 roku Roskosmos podjął decyzję o reorganizacji lotów załogowych na ISS. Począwszy od misji Sojuz MS-04 składy części załóg statków Sojuz zostały zmniejszone do dwóch astronautów w celu usprawnienia funkcjonowania rosyjskiej części stacji. Zmiana ma obowiązywać do uruchomienia modułu Nauka, co ma nastąpić pod koniec 2017 roku. Do tego czasu zmniejszona zostanie także liczba lotów statku transportowego Progress z 4 do 3 w ciągu roku. Takie ograniczenie w lotach zaopatrzeniowych na ISS zmniejszyło z kolei zdolność do utrzymania na stacji kosmicznej 6-osobowej załogi.
W związku z poczynioną reorganizacją dokonano również zmian w składach załóg i w efekcie Fiodor Jurczichin i Jack Fischer zostali przeniesieni do podstawowej załogi Sojuza MS-04. Według początkowych planów drugą część załogi Ekspedycji 51 mieli stanowić Rosjanie Aleksandr Misurkin i Nikołaj Tichonow oraz Amerykanin Mark Vande Hei. Misurkin i Vande Hei zostali następnie przeniesieni do składu misji Sojuz MS-06, która dostarczy 53. i 54. stałą załogę ISS.

### Załoga rezerwowa
Załogę rezerwową stanowiły odpowiednie załogi rezerwowe Sojuza MS-03 i MS-04. Jako dublerzy pierwszej trójki załogi mianowani zostali:
- Fiodor Jurczichin, Roskosmos – wcześniej odbył cztery loty kosmiczne[10],
- Jack Fischer, NASA – wcześniej nie odbył żadnego lotu kosmicznego[11],
- Paolo Nespoli, ESA – wcześniej odbył dwa loty kosmiczne[12].

Rezerwową załogę drugiej części składu Ekspedycji 51 stanowili:
- Siergiej Riazanski, Roskosmos – wcześniej odbył jeden lot kosmiczny[14],
- Randolph Bresnik, NASA – wcześniej odbył jeden lot kosmiczny[15].

### Skład załogi
| Funkcja              | Pierwsza część (10.04-20.04.2017)       | Druga część (20.04-02.06.2017)               | Pojazd kosmiczny, port dokujący | Start, dokowanie do ISS                                      | odłączenie od ISS, lądowanie                             | Czas misji na ISS | Uwagi                                                              |
| -------------------- | --------------------------------------- | -------------------------------------------- | ------------------------------- | ------------------------------------------------------------ | -------------------------------------------------------- | ----------------- | ------------------------------------------------------------------ |
| Dowódca              | Peggy Whitson, NASA 3. lot w kosmos     | Peggy Whitson, NASA 3. lot w kosmos          | Sojuz MS-03, Rasswiet           | 17 listopada 2016 20:20 UTC, 19 listopada 2016 21:58 UTC     | 2 czerwca 2017 10:50 UTC, 2 czerwca 2017 14:10:38        | w trakcie         | Od 19 listopada 2016 do 10 kwietnia 2017 w składzie Ekspedycji 50. |
| Inżynier pokładowy 1 | Oleg Nowicki, Roskosmos 2. lot w kosmos | Oleg Nowicki, Roskosmos 2. lot w kosmos      | Sojuz MS-03, Rasswiet           | 17 listopada 2016 20:20 UTC, 19 listopada 2016 21:58 UTC     | 2 czerwca 2017 10:50 UTC, 2 czerwca 2017 14:10:38        | w trakcie         | Od 19 listopada 2016 do 10 kwietnia 2017 w składzie Ekspedycji 50. |
| Inżynier pokładowy 2 | Thomas Pesquet, ESA 1. lot w kosmos     | Thomas Pesquet, ESA 1. lot w kosmos          | Sojuz MS-03, Rasswiet           | 17 listopada 2016 20:20 UTC, 19 listopada 2016 21:58 UTC     | 2 czerwca 2017 10:50 UTC, 2 czerwca 2017 14:10:38        | w trakcie         | Od 19 listopada 2016 do 10 kwietnia 2017 w składzie Ekspedycji 50. |
| Inżynier pokładowy 3 |                                         | Fiodor Jurczichin, Roskosmos 5. lot w kosmos | Sojuz MS-04, Poisk              | 20 kwietnia 2017 07:13:43 UTC, 20 kwietnia 2017 13:18:30 UTC | 3 września 2017 (planowane), 3 września 2017 (planowane) | planowana         | Od 2 czerwca 2017 w składzie Ekspedycji 52.                        |
| Inżynier pokładowy 4 |                                         | Jack Fischer, NASA 1. lot w kosmos           | Sojuz MS-04, Poisk              | 20 kwietnia 2017 07:13:43 UTC, 20 kwietnia 2017 13:18:30 UTC | 3 września 2017 (planowane), 3 września 2017 (planowane) | planowana         | Od 2 czerwca 2017 w składzie Ekspedycji 52.                        |